# بوفوتوکسین

ساختار شیمیایی یکی از اجزای اصلی بوفوتوکسین، مزدوج بوفاگین با ساب اریلارژینین. این جزء خود گاهی بوفوتوکسین نامیده می‌شود.

بوفوتوکسین‌ها خانواده‌ای از لاکتون‌های استروئیدی سمی یا تریپتامین‌های جایگزین هستند که برخی از آنها سمی هستند. آنها در غدد پاروتوئید، پوست و سم بسیاری از وزغ‌ها (تیرهٔ وزغ‌های راستین (Bufonidae)) و دیگر دوزیستان و در برخی از گیاهان و قارچ‌ها یافت می‌شوند. ترکیب دقیق با منبع خاص سم بسیار متفاوت است.
بوفوتوکسین‌ها می‌توانند دارای 5-MeO-DMT، بوفاژن، بوفالین، بوفوتالین، بوفوتنین، بوفوتیونین، دهیدروبوفوتنین، اپی‌نفرین، نوراپی‌نفرین و سروتونین باشند. برخی از نویسندگان همچنین از اصطلاح بوفوتوکسین برای توصیف مزدوج یک بوفاگین با ساب‌ریلارژینین استفاده کرده‌اند.